# Cryptocarya pergracilis
Cryptocarya pergracilis är en lagerväxtart som beskrevs av André Joseph Guillaume Henri Kostermans. Cryptocarya pergracilis ingår i släktet Cryptocarya och familjen lagerväxter. Inga underarter finns listade i Catalogue of Life.